# Arrow Flash
Arrow Flash — видеоигра в жанре скролл-шутер, разработанная компанией Renovation Products и изданная Sega для игровой платформы Sega Mega Drive/Genesis.

## Сюжет
Могущественная инопланетная Империя под предводительством ужасного Дракона посылает на Землю огромную армию с целью захватить планету. Чтобы противостоять захватчикам, Служба безопасности Земли создаёт специальный трансформируемый космический корабль, снабжённый новейшим вооружением. Пилоту корабля даётся задание зачистить Землю от кораблей Империи, а затем добраться до её главаря — Дракона и победить его.

## Игровой процесс

Кадр из игры

Игра представляет собой горизонтальный скролл-шутер с боковым скроллингом и двухмерной графикой и состоит из нескольких уровней (например, космос или подземная база).
Игровой процесс заключается в следующем. Космический корабль, управляемый игроком, перемещается по уровню и уничтожает врагов, а затем сражается с боссом. После уничтожения босса появляется возможность перейти на следующий уровень.
Корабль игрока способен преобразовываться в две «формы», между которыми можно переключаться по ходу уровня — стандартный «робот» и «скутер». Также он может использовать один из двух «спецприёмов» — силовое поле или плазменную волну; оба специприёма уничтожают большинство противников и наносят серьёзные повреждения боссам.
Враги в игре (наземные и воздушные объекты) довольно многочисленны и разнообразны; как правило, они не обладают большим запасом здоровья. Также иногда (в конце некоторых уровней) встречаются «двойники» корабля игрока, атакующие собственным спецприёмом.
Боссы имеют вид больших космических кораблей и встречаются в конце уровней; их запас прочности намного превышает показатели обычных врагов и самого героя. Во время сражения с боссами нужна определённая «тактика».
Полезные предметы представлены несколькими видами оружия. В игре есть возможность, подобрав специальный предмет, получить от одного до нескольких вооружённых «спутников», которые также могут поглощать летящие в игрока снаряды.

## Оценки
Критики оценили игру по-разному. К примеру, 32/50 от ASM, 3/10 от Génération 4, 24% от Mega, 90% от Player One, 73% от RAZE, и 69% от Zero, веб-сайт 1UP! поставил ей оценку 88 баллов, журнал Interface — 78 баллов из 100. Информационные сайты GameFAQs и GameSpot оценили игру в 6,8 и 5 баллов из 10, а журналы Video Games & Computer Entertainment и Power Play — в 58 баллов из 100. Рецензенты сайта The Video Game Critic поставили игре оценку D +.
Сайт Sega 16.com оценил игру в 6 баллов из 10, назвав её «не плохой, но и не лучшей игрой».
Среди достоинств игры были указаны графическое и музыкальное оформление, среди недостатков — звуковой ряд и геймплей. В частности, игроки отметили, что сражения с боссами выполнены по стандартной схеме, а идея трансформации корабля была названа «единственной оригинальной задумкой в игре».